# わたらせ渓谷鐵道
- わたらせ渓谷鐵道
- わたらせ渓谷鉄道

わたらせ渓谷鐵道株式会社（わたらせけいこくてつどう）は、群馬県・栃木県において特定地方交通線の足尾線を引き継いだ鉄道路線わたらせ渓谷線を運営する第三セクターの鉄道事業者である。
通称は「わ鐵」。沿線住民には「わた渓」、また古く住んでいる住民のなかには転換前の路線名である「足尾線」と呼ぶ者もいる。

## 歴史
- 1988年（昭和63年）
  - 3月29日 第9回協議会にて足尾線の第三セクター鉄道への転換を決定。
  - 10月25日 設立。
- 1989年（平成元年）
  - 3月29日 東日本旅客鉄道（JR東日本）足尾線を転換し、わたらせ渓谷線開業[4]。間藤 - 足尾本山間 (1.9 km) は免許線（未開業）となる。
  - 12月24日 水沼駅温泉センター「せせらぎの湯」がオープン（2002年3月まで群馬県営、以後2008年12月28日まではわたらせ渓谷鐵道が運営）。
- 1992年（平成4年）3月14日 下新田駅新設[5]。
- 1996年（平成8年）4月9日 神戸駅構内に列車のレストラン「清流」がオープン。
- 1998年（平成10年）
  - 6月2日 間藤 - 足尾本山間鉄道事業免許失効。
  - 10月10日 トロッコ列車「トロッコわたらせ渓谷号」運転開始。
- 2008年（平成20年）12月28日 水沼駅温泉センター「せせらぎの湯」が休業。
- 2009年（平成21年）4月26日 水沼駅温泉センター「せせらぎの湯」が外部委託で営業再開。
- 2010年（平成22年）12月22日 イメージキャラクター「わ鐵のわっしー」を発表[6]。
- 2012年（平成24年）4月1日 トロッコ列車「トロッコわっしー号」運転開始。トロッコ列車を3往復に増発。
- 2014年（平成26年）5月22日 天皇・皇后が通洞駅から水沼駅まで「トロッコわっしー号」に乗車。

## 路線
- わたらせ渓谷線 桐生駅 - 間藤駅（44.1 km・第1種鉄道事業）

12の無人駅の内、8駅に公募のボランティア駅長「ふるさと駅長」がいる。2023年9月現在、残りの4駅（運動公園駅、本宿駅、水沼駅、中野駅）にはふるさと駅長がいないため電話にて随時募集している。

## 車両

### 現有車両

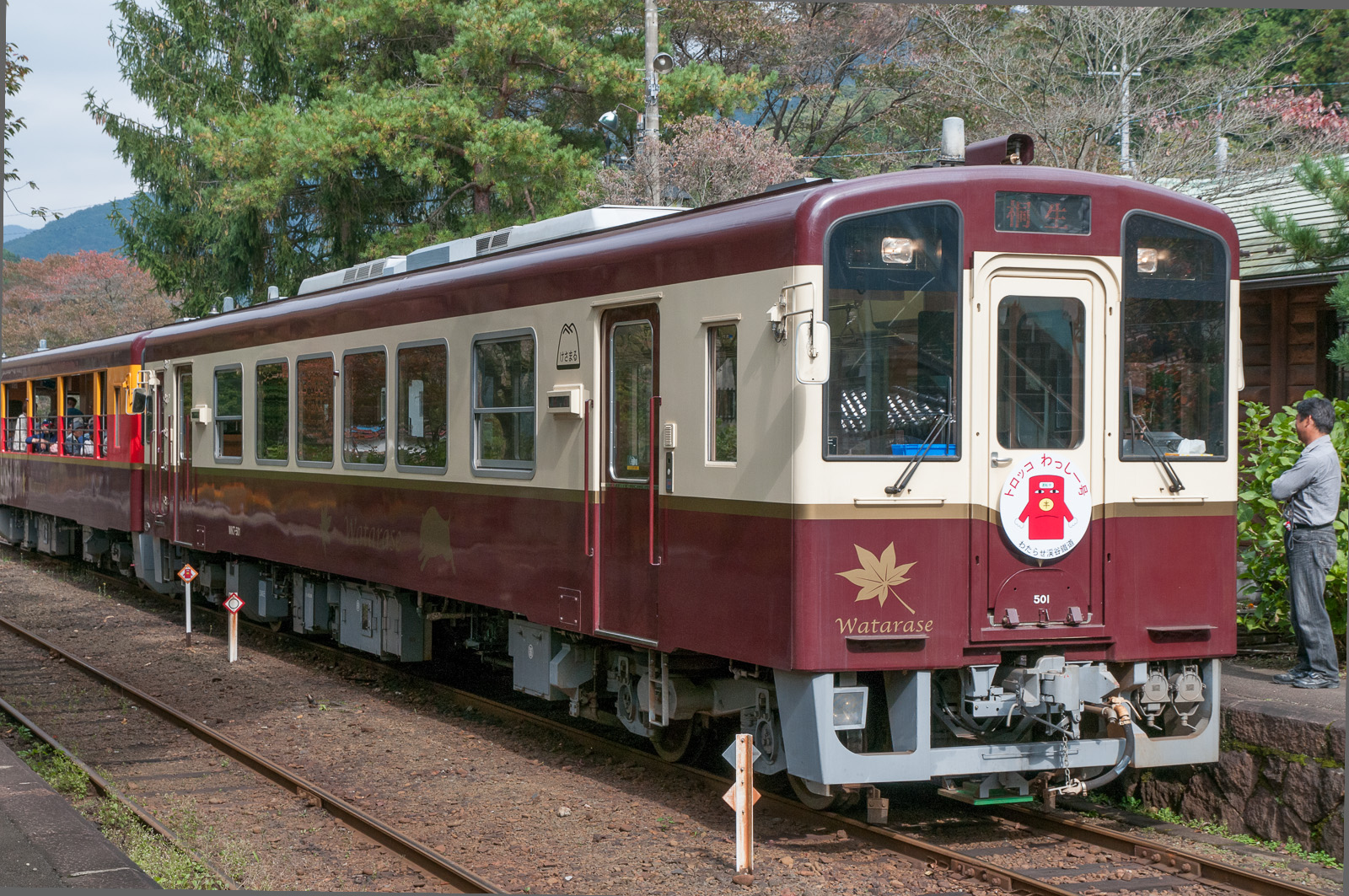
WKT-500形
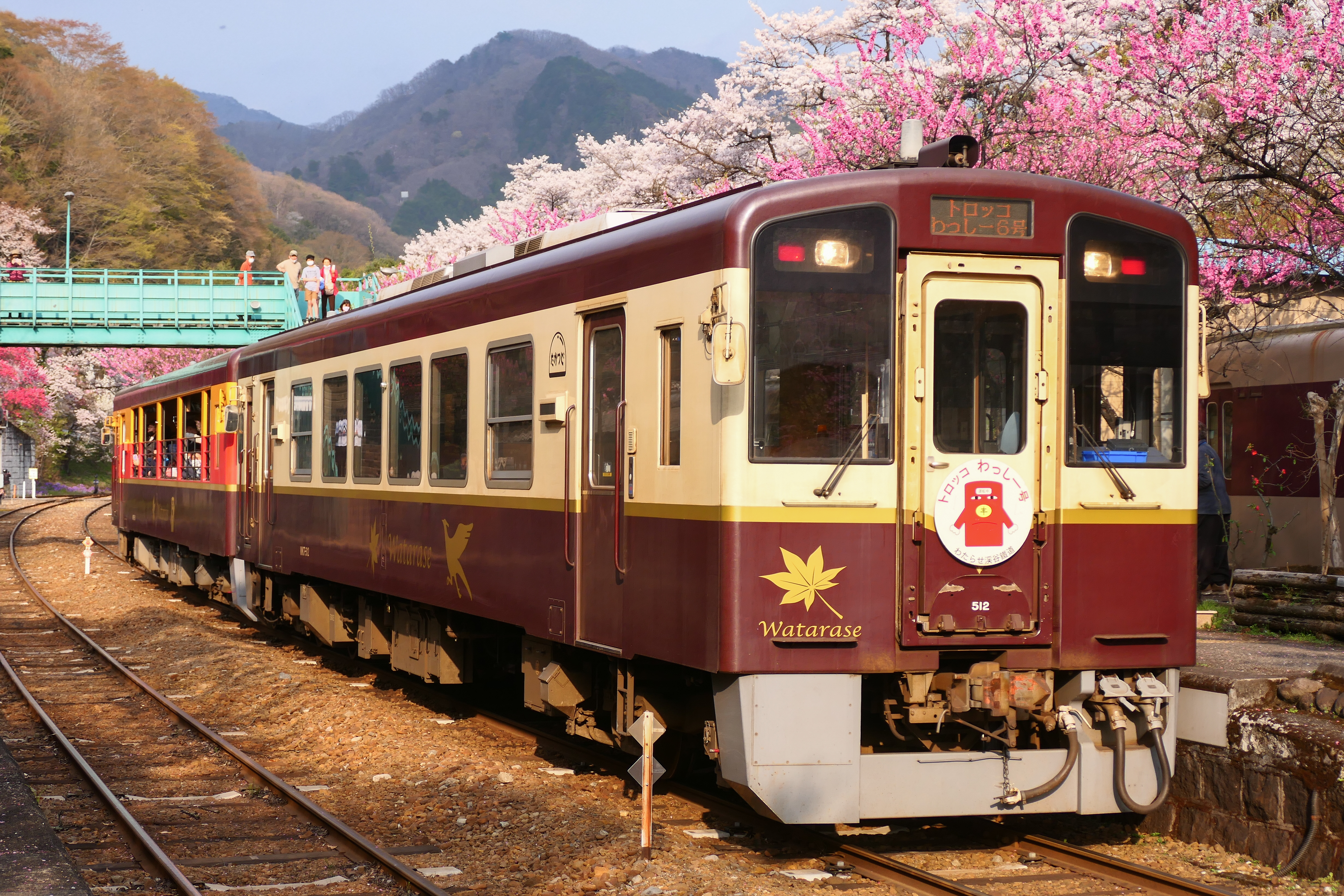
WKT-510形
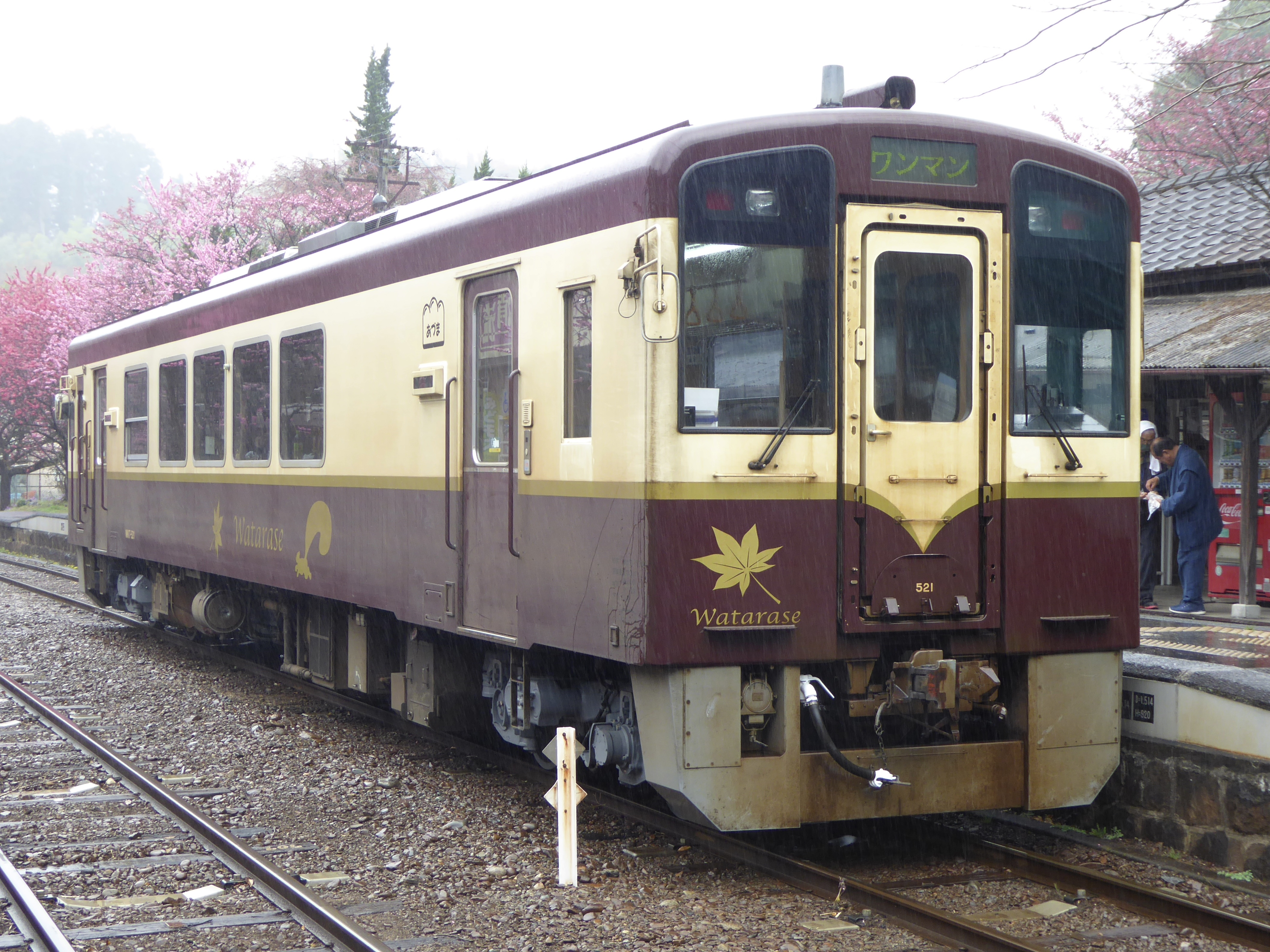
WKT-520形
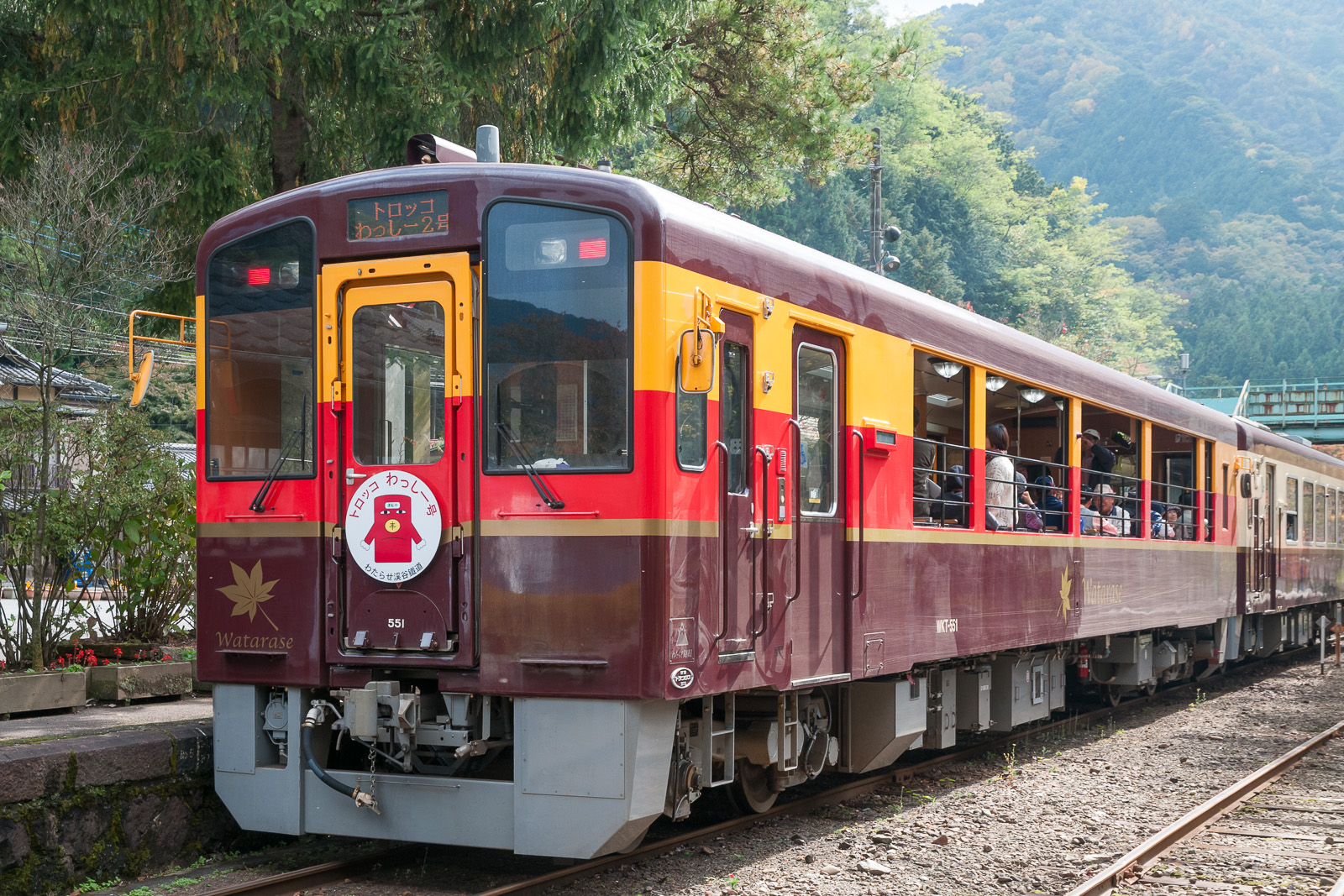
WKT-550形
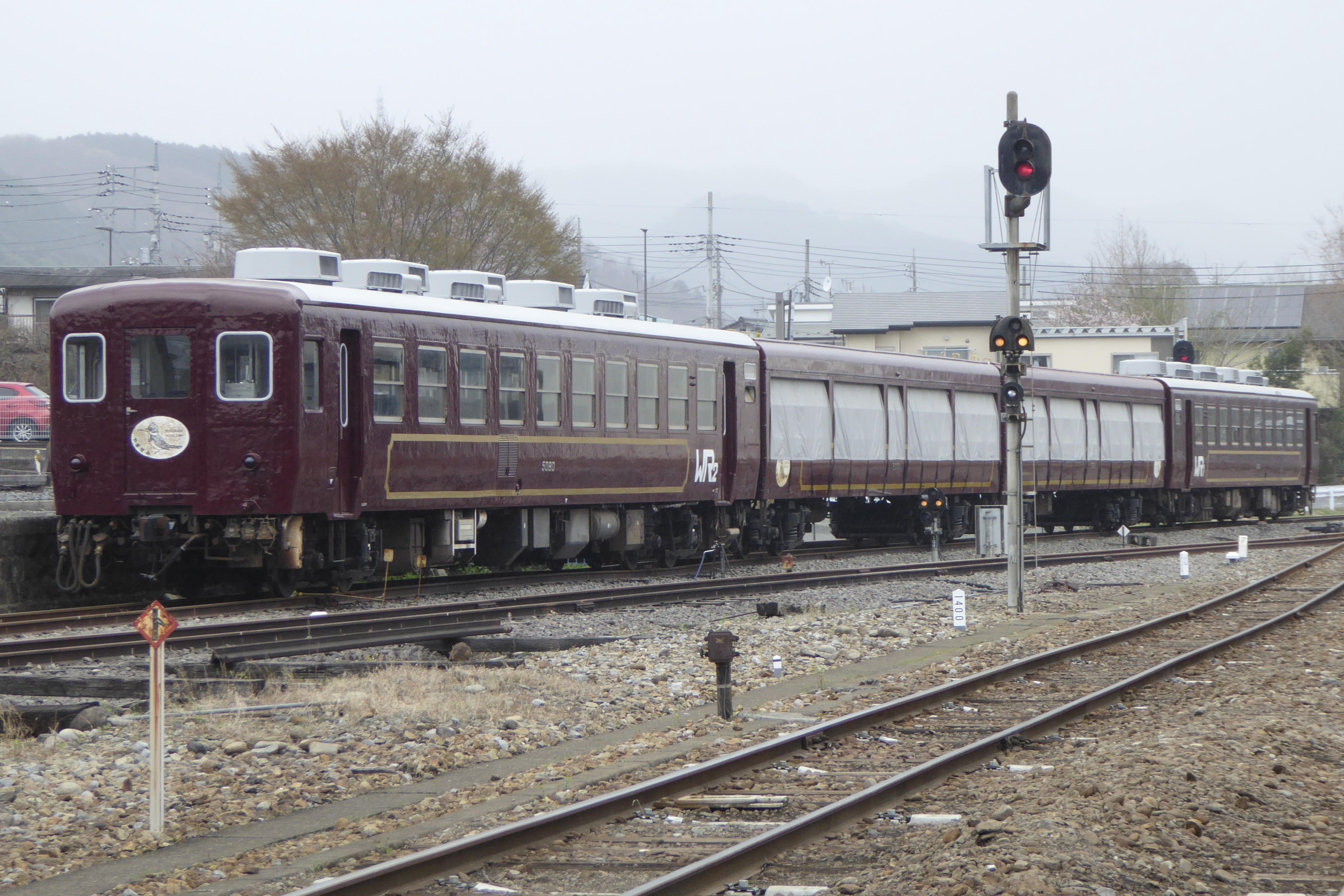
わ99形
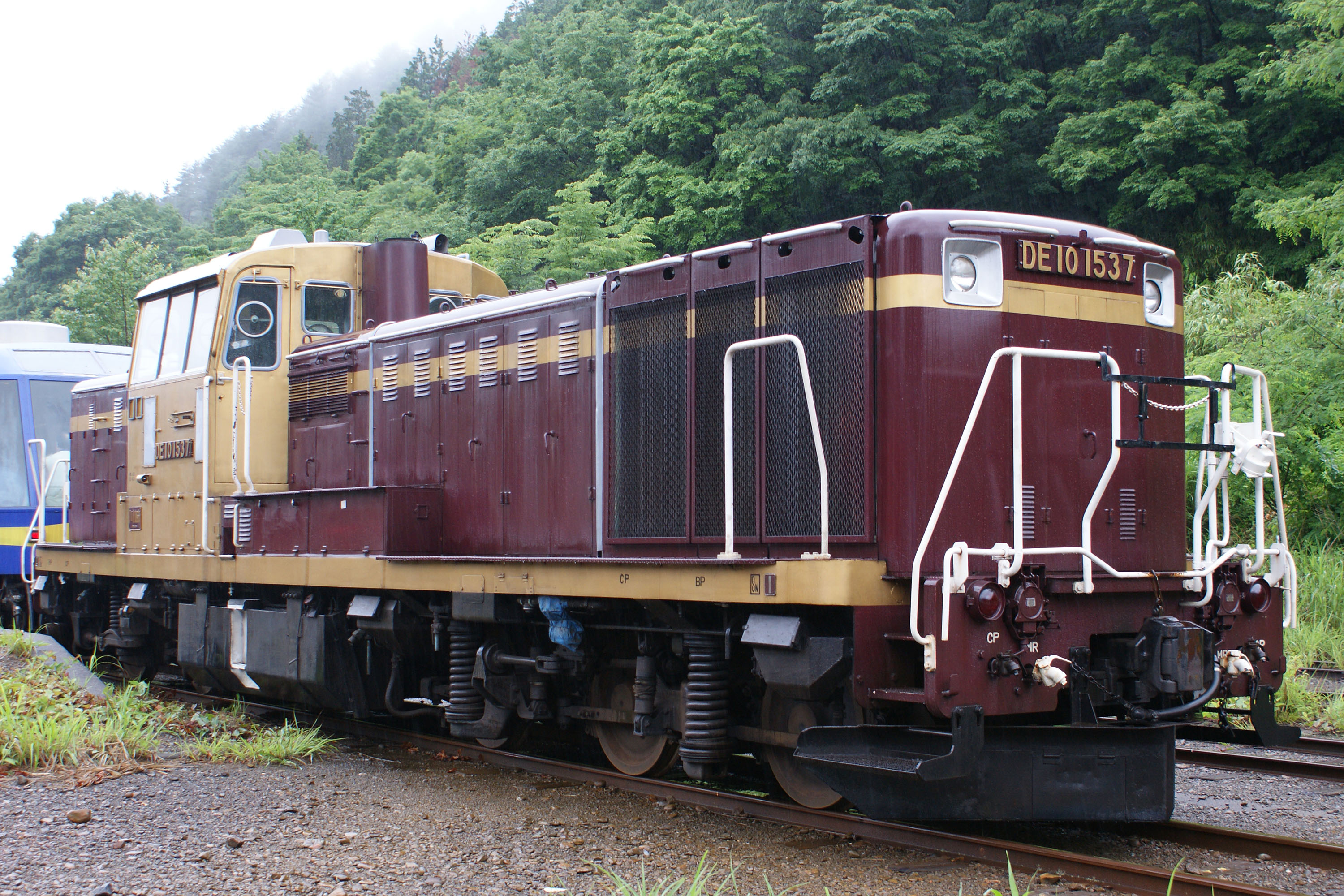
DE10形

2025年2月1日現在、気動車9両、客車4両、ディーゼル機関車2両の計15両が在籍する。車両基地は大間々駅構内にあり、本社が併設されている。
- 気動車
  - WKT-500形
2011年と2015年に各1両が導入された、トイレなし・ロングシート仕様の車両。愛称は501が「けさまる」、502が「わたらせ」。
  - WKT-510形
2013年と2016年に各1両が導入された、トイレなし・セミクロスシート仕様の車両。愛称は511が「あかがね」、512が「たかつど」。
  - WKT-520形
2019年と2021年に各1両が導入された[8][9]、トイレ付き・クロスシート仕様の車両[10]。愛称は521が「あづま」、522が「こうしん」。
  - WKT-550形
2012年に導入された、オープン構造のトロッコ型車両。トロッコ列車「トロッコわっしー号」に使用される[11]。
- 客車
  - わ99形
トロッコ列車「トロッコわたらせ渓谷号」に使用される4両編成の客車で、5010・5080がJR東日本から購入したスハフ12形客車の改造車、5020・5070が京王電鉄から購入した初代5000系電車の改造車である。5020・5070はオープン構造のトロッコ車両で、5020は「かわせみ」、5070は「やませみ」の愛称を持つ。
- ディーゼル機関車
  - DE10形
「トロッコわたらせ渓谷号」牽引用のディーゼル機関車で、1998年に1537号機を、2000年に1678号機をJR東日本から購入した。1537はトロッコ車両と同様にあかがね色に金帯の外観に変更したが、1678はJR時代の塗色のままである。

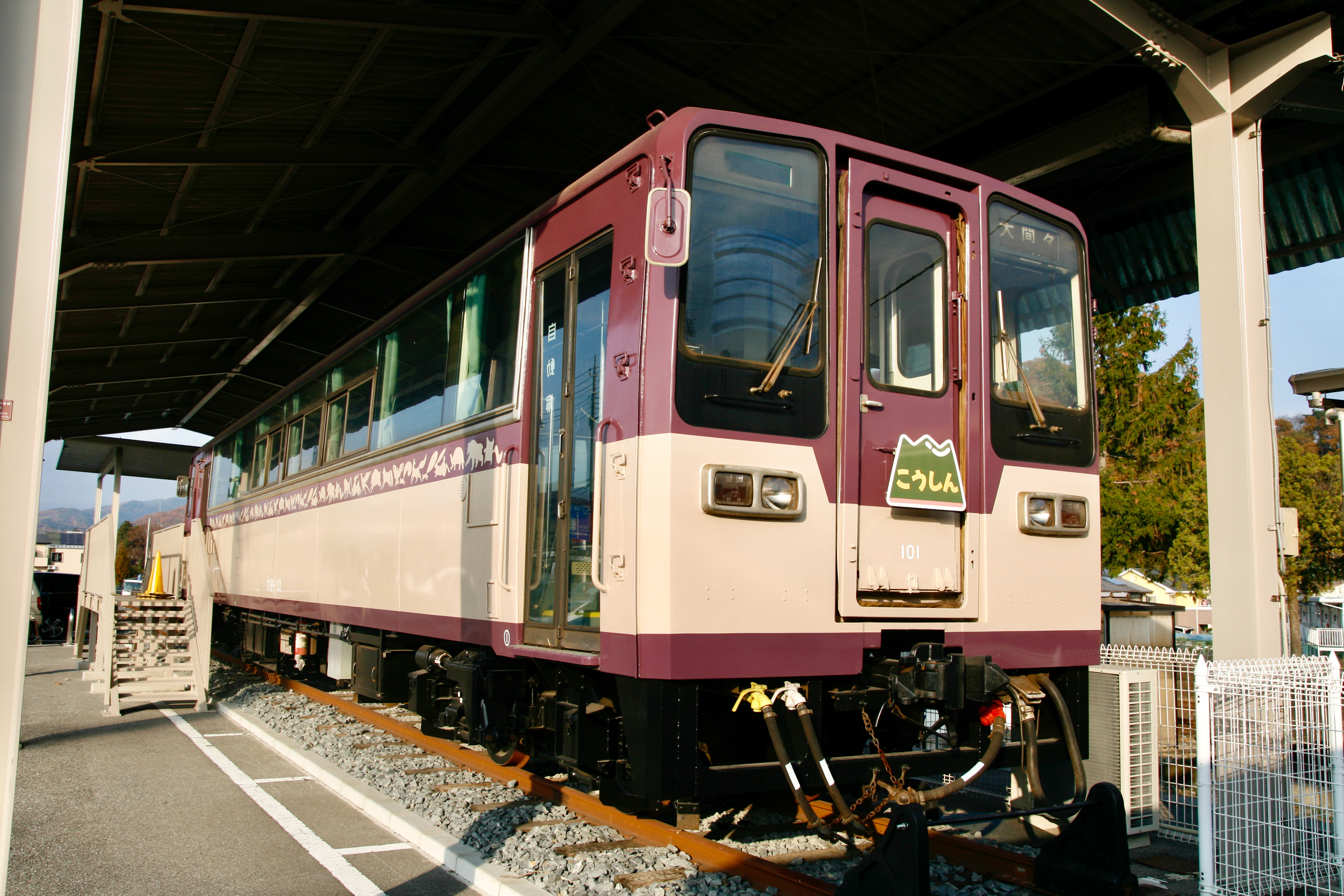
WKT-500形
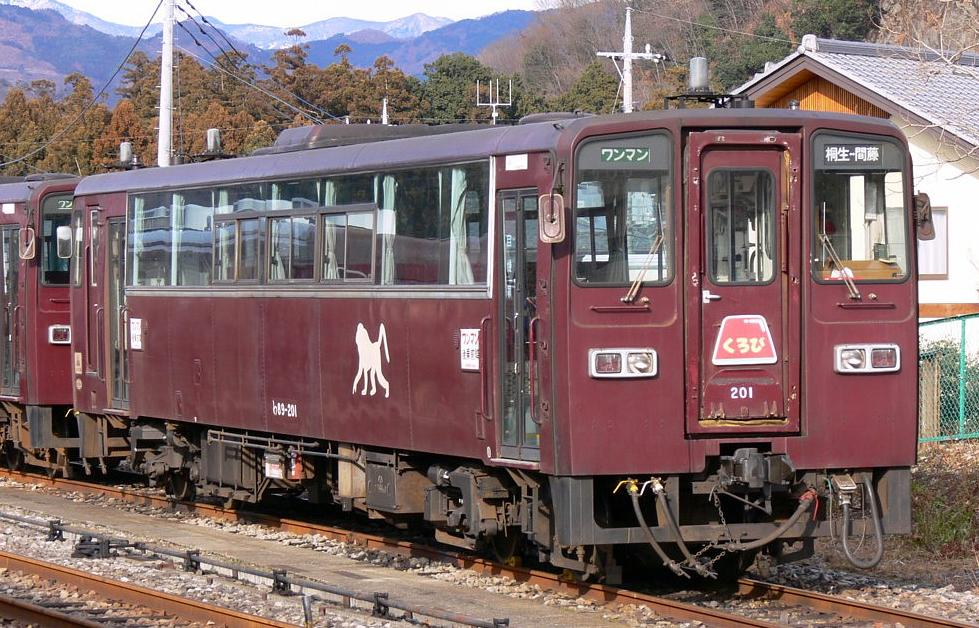
WKT-510形
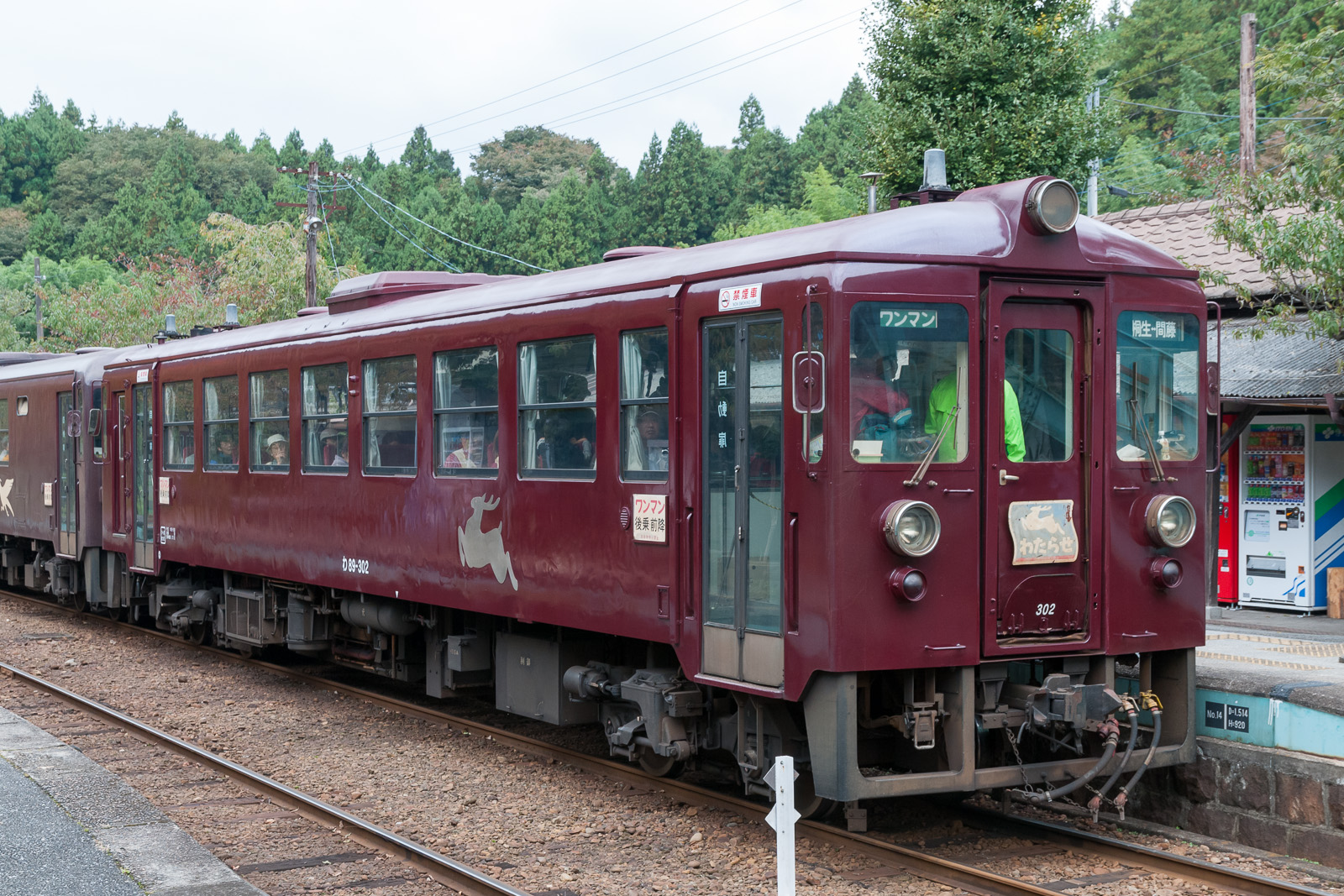
WKT-520形
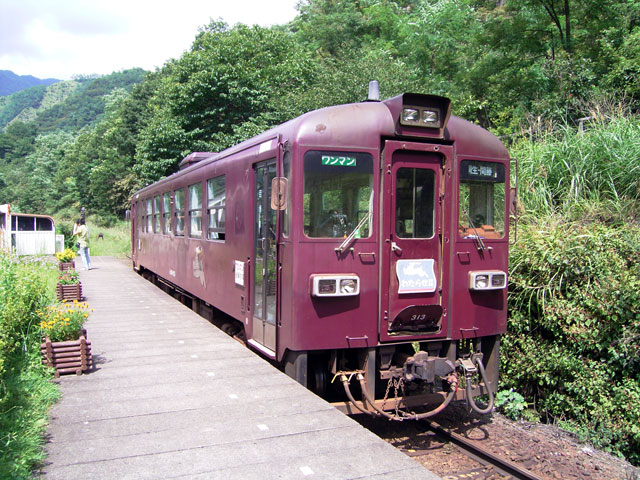
わ89-310形
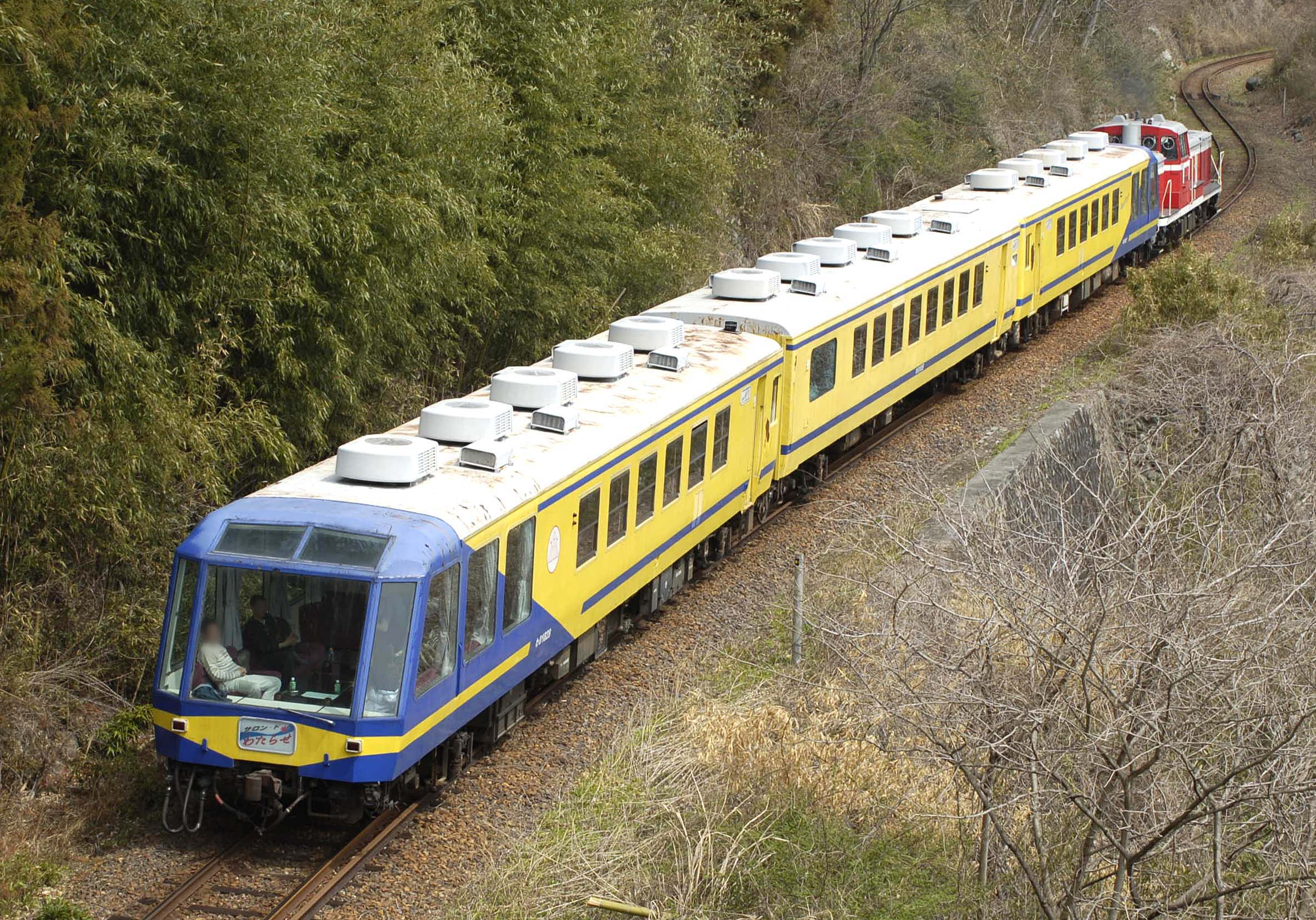
WKT-550形
- わ99形
- DE10形

### 過去の車両
- 気動車
  - わ89-100形
転換開業時に2両が導入された、トイレなし・ロングシート仕様の車両。愛称は101が「こうしん」、102が「ようがい」であった。
102は開業直後の1989年5月14日に発生した落石事故により大破し、同年7月1日付けで廃車。101は2013年に引退し、廃車された。
  - わ89-200形
転換開業時に3両が導入された、トイレなし（のちに2両に追加設置）・セミクロスシート仕様の車両。愛称は201が「くろび」、202が「けさまる」、203が「あづま」であった。
2008年から2010年にかけて全車が廃車となった。
  - わ89-300形
転換開業時に2両が導入された、トイレなし（のちに追加設置）・転換クロスシート仕様のイベント対応車両。愛称は301が「あかがね」、302が「わたらせ」であった。
2011年に301、2015年に302が廃車となり、形式消滅となった。
  - わ89-310形
1990年に3両が、1993年に2両が導入された、トイレ付き・セミクロスシート仕様の車両。愛称は311が「たかつど」、312が「あかがねII」、313が「わたらせII」、314が「あかがねIII」、315が「わたらせIII」。
2016年に311、2019年に312、2021年に315、2025年に313がそれぞれ廃車されている。
314も2025年6月30日で引退することになり、同年6月27日から6月30日まで車両の前後に特別版のヘッドマークを掲出して運転された[12][13]。
- 客車
  - わ01形
2001年に導入されたお座敷列車。JR東日本の12系改造の和風客車「やすらぎ」を購入したもので、うち827・828・853（書類上は855）の3両が入籍され、「サロン・ド・わたらせ」の愛称で使用された。
2009年に全車が廃車となった。

- わ89-100形
- わ89-200形
- わ89-300形
- わ89-310形
- わ01形

### 車体デザイン
車体の色は、茶色（あかがね）が主体である。阪急マルーンに似た塗装色だが、別の色である。マンボミュージシャンのパラダイス山元が、富士重工業に工業デザイナーとして勤務していたときに、車体、カラーリング、ヘッドマークのほか、動物イラストの銘板、会社ロゴ、社章などもデザインした。

## わたらせ渓谷鐵道周辺を舞台とする作品

### 映画
- 『僕達急行 A列車で行こう』（監督：森田芳光、2014年）
- 『男爵花嫁』（監督：たじまなおこ、2013年）
- 短編映画『蒼い手』（監督：永戸鉄也、2011年）
- 『私の優しくない先輩』（監督：山本寛、2010年）
- 『君に届け』（監督：熊澤尚人、2010年）
- 『天使の恋』（監督：寒竹ゆり、2009年）
- 『フレフレ少女』　（監督：渡辺謙作、2008年）
- 『スイッチを押すとき』　（監督：中島良、2005年）

### ドラマ
- 『ナツコイ』（毎日放送 主演：ちはる）
- 『旅行作家・茶屋次郎』第8作「渡良瀬川殺人事件」（テレビ東京 主演：橋爪功）
- 『霧の火 樺太・真岡郵便局に散った九人の乙女たち』（テレビ東京 主演：福田麻由子）
- 『相棒 シーズン7』（テレビ朝日 主演：水谷豊）
- 『白洲次郎』（NHK 主演：伊勢谷友介）
- 『半分、青い。』（NHK 主演：永野芽郁[14]） - 物語の舞台は岐阜県だが、一部のロケ撮影をわたらせ渓谷線の駅で行った。
- 『鉄道捜査官10』（テレビ朝日 主演：沢口靖子）
- 『わが家の歴史』（（フジテレビ開局50周年記念スペシャルドラマ）主演：柴咲コウ）
- 『相棒 シーズン8』（テレビ朝日 主演：水谷豊）
- 松本清張ドラマ『球形の荒野』（フジテレビ 主演：田村正和 ）
- 『警視庁失踪課・高城賢吾』（毎日放送 主演：沢村一樹）
- 『東京にオリンピックを呼んだ男』（（フジテレビ開局55周年記念スペシャルドラマ）主演：大沢たかお）
- 『限界集落株式会社』（NHK土曜ドラマ 主演：反町隆史）
- 『食の軍師』第11話（TOKYO MX 主演：津田寛治）
- 『駅弁刑事・神保徳之助』第11作（TBS『月曜名作劇場』 主演：小林稔侍）
- 『俺たちの勲章』第12話（日本テレビ　主演：松田優作）
- 『植物男子ベランダー SEASON2』第12話「しゃぼん玉」（NHK　主演：田口トモロヲ）